# Acord Ciutadà
Acord Ciutadà (Acuerdo Ciudadano en castellano) es una coalición política valenciana de ideología izquierdista, creada de cara a las elecciones a las  Cortes Valencianas de 2015 por Esquerra Unida del País Valencià (EUPV) como federación valenciana de Izquierda Unida y Esquerra Republicana del País Valencià (ERPV) como federación valenciana de Esquerra Republicana, a la que se sumaron también Els Verds del País Valencià (EVPV) y Alternativa Socialista (AS). Este acuerdo también se extendió a algunos municipios, como Valencia, Castellón, Denia, Crevillente, Vinaroz, Burriana, Mislata, Moncada, Carlet, Altea, Ondara, Castalla, Jijona, Muchamiel, La Eliana, etc.

## Miembros de la coalición
Acord Ciutadà es una coalición de partidos de izquierda, nacionalistas valencianos (federalistas y catalanistas), republicanos y ecologistas. Está formada por:
- Esquerra Unida del País Valencià (EUPV) es la denominación social y electoral de la federación valenciana de la organización política Izquierda Unida. Su objetivo es la transformación social hacia un sistema socialista democrático, fundamentado en los principios de justicia, igualdad y solidaridad, y organizado conforme a un Estado laico, federal y republicano.
- Esquerra Republicana del País Valencià (ERPV) es la denominación social y electoral de la federación valenciana de Esquerra Republicana de Catalunya. De ideología independentista y socialdemócrata, apuesta por la independencia de los territorios que comparten la lengua, cultura y la historia catalana, los denominados «Países Catalanes» a través de una federación política.
- Els Verds del País Valencià (EVPV), miembro de la Confederación de Los Verdes, es un partido político valenciano de carácter ecologista cuyo ámbito de actuación es la Comunidad Valenciana.
- Alternativa Socialista (AS) es un partido político español, de ideario socialista, que se fundó el año 2013 a partir de un grupo de personas procedentes del PSOE, así como de movimientos altermundistas, ecologistas y del 15M.

## Historia

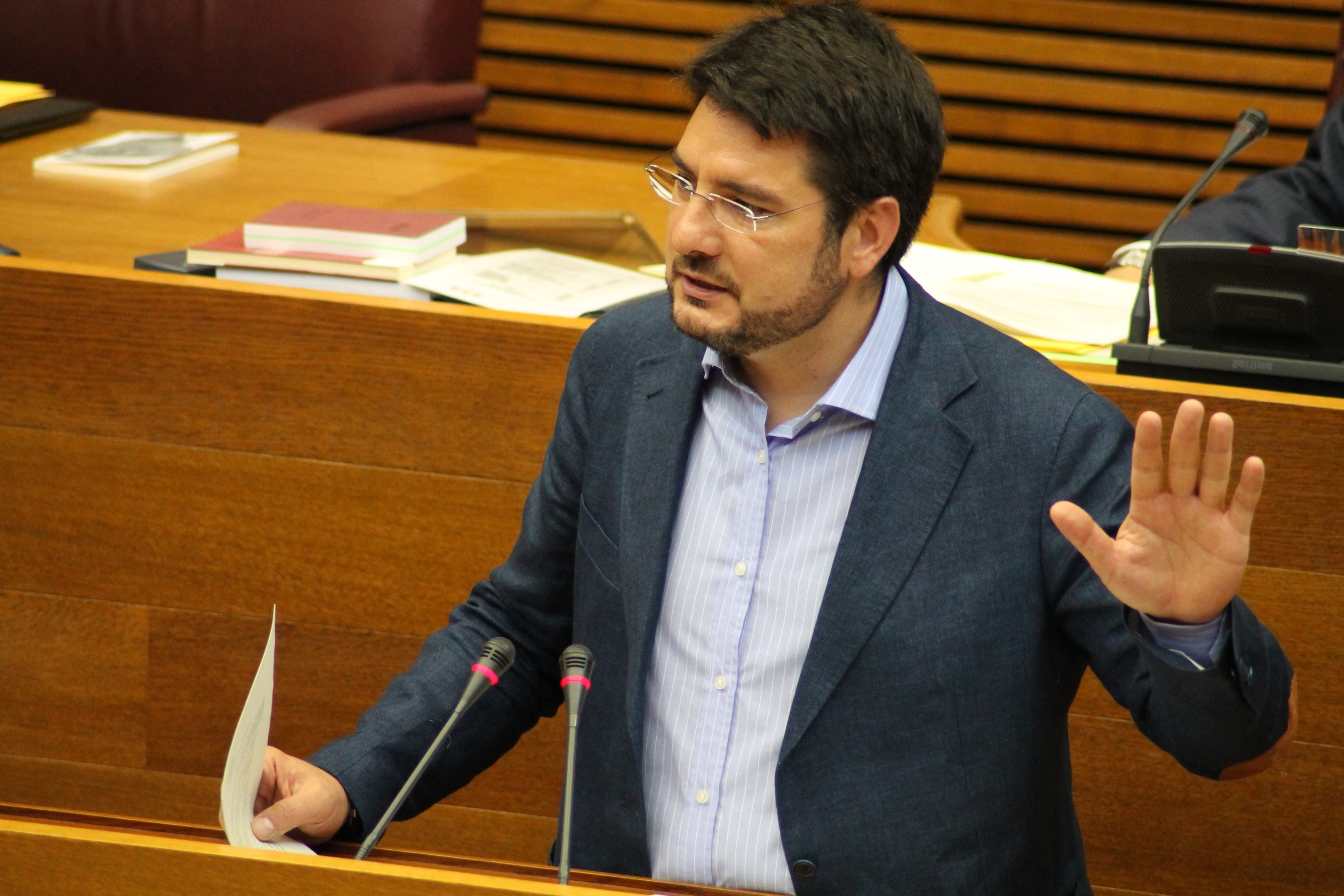
Ignacio Blanco.

El primer antecedente de colaboración entre EUPV y ERPV tuvo lugar en Crevillent. En este municipio de la comarca alicantina del Baix Vinalopó, se presentó en 2011 la coalición EUPV-ERPV, liderada por Vicent Selva (EUPV) y Daniel Galvany (ERPV), obteniendo en las elecciones de ese año dos concejales, a pesar de las reticencia iniciales de la dirección nacional de EUPV.
El Consell Polític Nacional de EUPV aprobó el 12 de julio de 2014 por 65 votos a favor, 17 en contra y 16 abstenciones el acuerdo que posibilitaba la celebración de unas primarias para escoger al candidato a la Presidencia de la Generalidad a través de un sistema abierto a toda la ciudadanía de izquierdas, así como también las listas electorales mediante un proceso abierto a toda la militancia, y el 13 de septiembre aprobó que estas se celebraran el 8 de noviembre. El primer militante, que se postuló a las primarias para ser el candidato de la formación para la presidencia a la Generalidad fue Ignacio Blanco, el cual no contaba con el apoyo de la dirección del PCPV, por lo que se tuvo que enfrentar a la coordinadora de EUPV y portavoz parlamentaria de la coalición, Marga Sanz. El 8 de noviembre salió vencedor de las primarias Ignacio Blanco, quién obtuvo un 53,14% de los votos, frente al 43,8% de su rival, Marga Sanz. Mientras que en las primarias para ser cabeza de lista en las provincias de Alicante y Castellón vencieron Esther López Barceló y Jesús Monleón respectivamente.
Por su parte Esquerra Republicana del País Valencià celebró su Consell de País en Valencia el 13 de julio de 2014 con vistas a las elecciones autonómicas y municipales del 2015. El órgano de gobierno de este partido acordó iniciar un proceso de negociación con otras fuerzas valencianas con las que compartan objetivos como el espolio fiscal, la defensa del Estado del Bienestar, el derecho a decidir, la defensa de la lengua y la denominación País Valenciano, para establecer acuerdos estables y a largo término de colaboración, integración y/o adhesión a proyectos valencianistas de izquierdas, así como también otros tipos de acuerdos electorales.
De este modo, a finales de 2014 entablaron conversaciones con Esquerra Unida del País Valencià, aunque en un principio esta formación rechazó realizar un pacto electoral con ERPV, por lo que a principios del 2015, tantearon a Compromís para integrarse en las listas de la coalición. Debido a estos contactos, el 24 de enero ERPV anunció la creación de una comisión negociadora formada por miembros de la ejecutiva del partido para iniciar conversaciones con Compromís con la voluntad de llegar a un acuerdo electoral de cara a las elecciones autonómicas y municipales, si bien el portavoz del Bloc Nacionalista Valencià, Enric Morera sólo concebía acuerdos puntuales en el ámbito municipal. Finalmente, el 27 de febrero Compromís proclamó sus candidaturas para las elecciones autonómicas y municipales, sin miembros de Esquerra Republicana en sus listas, lo que fue interpretado como un «portazo» de Compromís a la posible integración de ERPV.

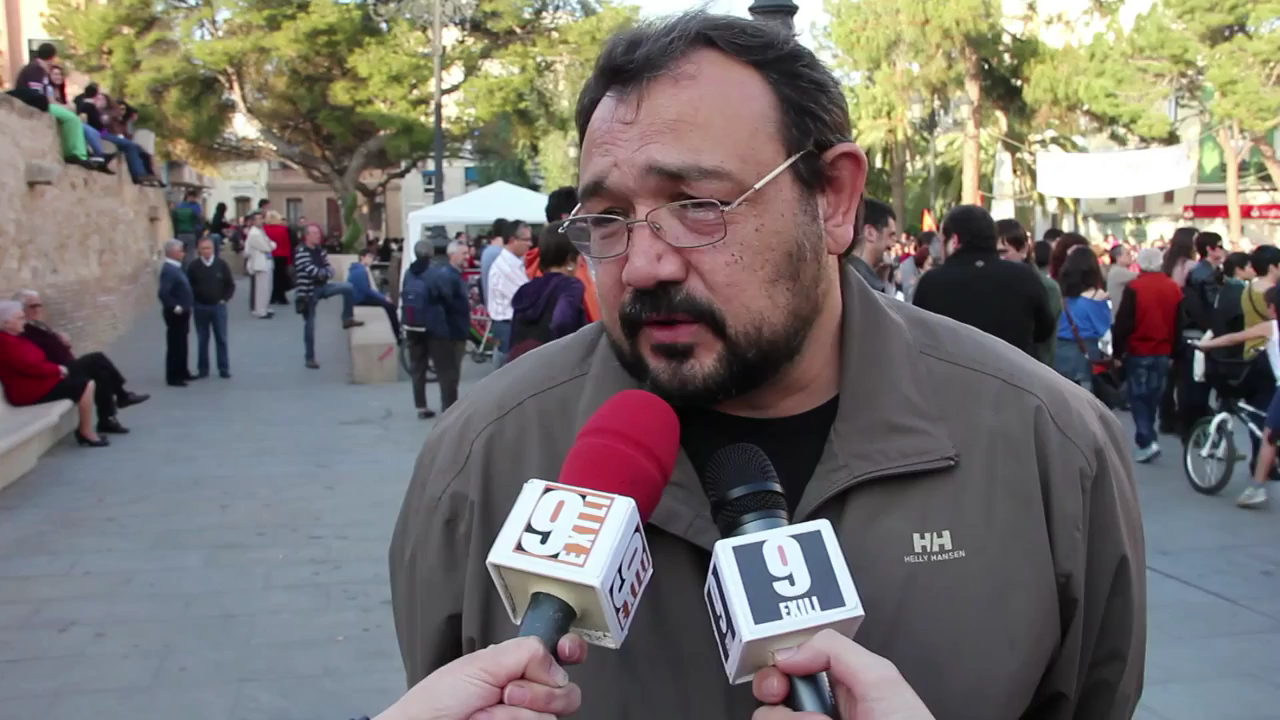
Agustí Cerdà líder de ERPV.

Una vez descartado la integración de ERPV en Compromís para las elecciones a las Cortes, tanto EUPV como ERPV estaban en negociaciones para conformar listas conjuntas en varios municipios, momento en el cual Esquerra Unida propuso a los dirigentes de los republicanos hacer extensible el pacto a las listas para el parlamento autonómico, idea que fue muy bien recibida por estos.  Tras la propuesta inicial, ambos partidos acordaron que iban a consultar a las ejecutivas de sendos partidos y ver si aprobaban el comienzo de las negociaciones, así como el ampliar la invitación a Els Verds del País Valencià y a Alternativa Socialista del País Valencià. Pese a que la ejecutiva de ERPV sí estaba de acuerdo con la propuesta, en la reunión de la ejecutiva de EUPV se rechazó el ir a las elecciones a las Cortes Valencianas en coalición con los catalanistas republicanos. Finalmente y por sorpresa, el 29 de marzo el candidato a la Presidencia de la Generalidad por EUPV anunció en un comunicado que, tras haber consultado a sus bases, su formación concurriría a las elecciones autonómicas en la coalición Acord Ciutadà, la cual contaría también con Esquerra Republicana del País Valencià, Els Verds del País Valencià y Alternativa Socialista.
Por su parte, cuando Els Verds del País Valencià recibieron la invitación a formar parte de la coalición ya habían realizado unas primarias abiertas para elegir a su candidato a la presidencia de la Generalidad, las cuales fueron convocadas por la Mesa de País d’Els Verds del País Valencià en la reunión del 13 de diciembre celebrada en la Eliana, para el 24 de enero de 2015. Las primarias contaron con la participación de todas las personas afiliadas y simpatizantes de las diferentes asambleas locales y comarcales de Els Verds del País Valencià, quienes tuvieron que elegir entre Pura Peris, profesora de la Facultad de Derecho de la Universidad de Valencia, Ramón Adell, exconcejal y portavoz de Los Verdes de Vinaròs, y Carmen Morate, militante de Torrevieja y destacada defensora de los derechos de los animales. Tras el recuento Pura Peris consiguió el 78% de los votos, Ramón Adell el 8% y Carmen Morate el 14% de votos. Con la integración del partido en la coalición Pura Perís ya no fue candidata a la presidencia, pero concurrió en las listas de la coalición a las elecciones.

## La coalición en las elecciones

### Elecciones municipales del 2015
| Concejales obtenidos en las principales ciudades de cada provincia por la Coalición |            |                  |            |                         |            |
| Municipio                                                                           | Concejales | Municipio        | Concejales | Municipio               | Concejales |
| Castellón de la Plana                                                               |            | Valencia         |            | Alicante                |            |
| Villareal                                                                           |            | Gandía           |            | Elche                   |            |
| Burriana                                                                            |            | Torrente         |            | Santa Pola              |            |
| Vall de Uxó                                                                         |            | Sagunto          |            | Torrevieja              |            |
| Vinaroz                                                                             |            | Paterna          |            | Orihuela                |            |
| Benicarló                                                                           |            | Alcira           |            | Benidorm                |            |
| Onda                                                                                |            | Mislata          |            | Alcoy                   |            |
| Almazora                                                                            |            | Burjasot         |            | Elda                    |            |
| Benicasim                                                                           |            | Onteniente       |            | San Vicente del Raspeig |            |
| Nules                                                                               |            | Chirivella       |            | Denia                   |            |
| Resto                                                                               |            | Resto            |            | Resto                   |            |
| Total provincial                                                                    |            | Total provincial |            | Total provincial        |            |
| Fuente:Ministerio del Interior                                                      |            |                  |            |                         |            |

### Elecciones a las Cortes Valencianas de 2015
| Evolución del número de escaños en las Cortes Valencianas |         |      |         |
| Circunscripción                                           | 2015    | 2015 | 2015    |
| Circunscripción                                           | Votos   | %    | Escaños |
| Alicante                                                  | 35.142  | 4,42 | 0       |
| Castellón                                                 | 9.202   | 3,21 | 0       |
| Valencia                                                  | 61.703  | 4,61 | 0       |
| TOTAL                                                     | 106.047 | 4.38 | 0       |